# باول براش
باول براش (بالإنجليزية: Paul Brush)‏ هو مدرب كرة قدم ولاعب كرة قدم بريطاني، ولد في 22 فبراير 1958 في بلايستو ‏ في المملكة المتحدة. لعب مع كريستال بالاس ونادي إنفيلد ونادي ساوثيند يونايتد وهيبريدج سويفتس ووست هام يونايتد.